# Fürstenkuhle
Die Fürstenkuhle ist ein etwa 99 ha großes Naturschutz- und ein rund 87 ha großes FFH-Gebiet auf dem Stadtgebiet von Gescher nahe dem Ortsteil Hochmoor im Kreis Borken.

## Allgemeines
Die am Rande der Heubachniederung gelegene Fürstenkuhle ist wie das nahegelegene Kuhlenvenn ein Überbleibsel des Weißen Venns. Das Weiße Venn zwischen Velen und Coesfeld war bis Mitte des 20. Jahrhunderts das größte Moorgebiet in Westfalen. Heute ist es weitgehend trockengelegt, abgetorft und kultiviert. Bei der Fürstenkuhle handelt es sich um einen Hochmoorrest mit einem zentralen, von Bruchwald umstandenen, großen Heideweiher. Stellenweise hat sich typische Hochmoorvegetation erhalten. Das Waldgebiet wird von extensiv genutztem Grünland und Feuchtwiesen mit einigen künstlich angelegten Blänken umsäumt, die von Rast- und Brutvögeln aufgesucht werden. Tier- und Pflanzenwelt des Heideweihers und seiner Umgebung gelten als einzigartig in Nordrhein-Westfalen.
Der Name Fürstenkuhle geht auf das plattdeutsche Wort Voskenkuhle (= Fuchsloch) zurück, hat also mit einem Fürsten nichts zu tun.
Die Fürstenkuhle wurde 1942 zum Naturschutzgebiet (Kennung BOR-019) erklärt und unterliegt dem Landschaftsplan Gescher vom 25. Februar 2004, dessen vorrangiges Ziel die „Wiederherstellung eines lebenden Hochmoorkörpers durch Regeneration des natürlichen Wasserhaushaltes ist“.

## Flora

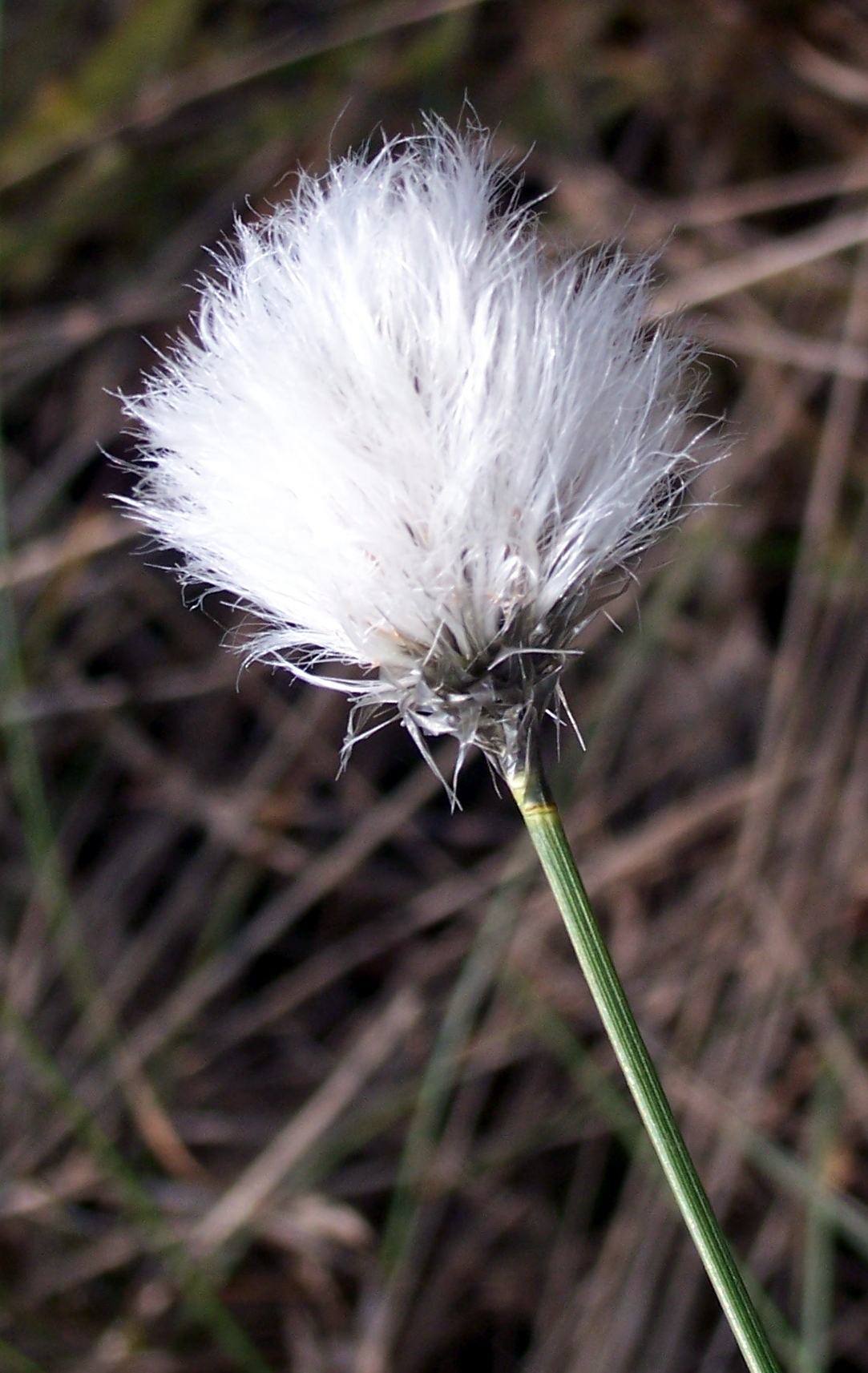
Scheiden-Wollgras

Das Naturschutzgebiet ist mit einer reichhaltigen Flora ausgestattet. In den Randbereichen des dystrophen Heideweihers (Lebensraumtyp 3160, vgl. Liste der FFH-Lebensraumtypen) findet man Übergangs- und Schwingrasenmoore (LRT 7140) sowie Feucht- (4010) und Trockenheidezonen (4030). Als typische Vertreter der Heidelandschaft sind hier Besen-, Glocken- und Rosmarinheide anzutreffen. Auch die Schnabelriede ist auf den Verlandungszonen heimisch. Der Weiher ist von pfeifengrasreichem Birken-Bruchwald umgeben.
Den eigentlichen Kern des Naturschutzgebietes bilden die noch renaturierungsfähigen degradierten Hochmoore (7120), die 5,5 ha des Gebietes einnehmen und von besonderer Bedeutung sind. In alten Torfstichen haben sich darüber hinaus Moorschlenken-Pioniergesellschaften gebildet (7150). In diesen Bereichen trifft man typische Hochmoorpflanzen an, so verschiedene Torfmoose, rundblättrigen Sonnentau und mehrere Wollgräser. Die von den Torfmoosen im Laufe der Zeit gebildete Torfschicht ist bis zu 1,5 m mächtig.

## Fauna

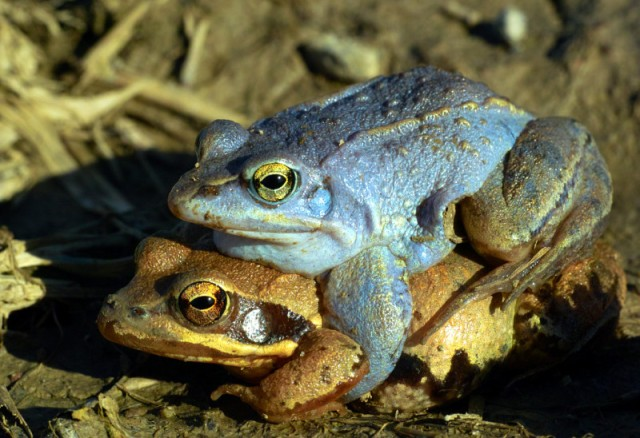
Moorfrösche bei der Paarung

Die Fürstenkuhle beherbergt eine bedeutende Moorfrosch-Population. Die Zahl der Frösche, deren Männchen während der Paarungszeit oft leuchtend blau gefärbt sind, wurde 2001 auf bis zu etwa 3000 adulte Tiere geschätzt. Auch der Kleine Wasserfrosch ist in der Fürstenkuhle heimisch. Daneben gibt es einen kleinen, stark gefährdeten Knoblauchkröten-Bestand. An Reptilien kommen Kreuzotter, Waldeidechse und Blindschleiche im Naturschutzgebiet vor. Die ebenfalls heimische Schlingnatter konnte dagegen nicht nachgewiesen werden. Die Fürstenkuhle und ihre Feuchtwiesen sind ein attraktives Ziel für Enten-, Wat- und Wiesenvögel wie Löffelente, Krickente, Bruchwasserläufer, Waldwasserläufer, Bekassine und Grünschenkel. Auch Reiherente, Kanada- und Nilgans wurden gesichtet. In den gewässernahen Bruchwäldern sind Pirol und Teichrohrsänger heimisch. Als Durchzügler macht der Baumfalke Station im Gebiet. Die Insektenfauna ist reichhaltig. Am Heideweiher wurden 32 Libellenarten nachgewiesen, im gesamten Naturschutzgebiet 35, darunter Große Moosjungfer, Großer Blaupfeil, Vierfleck und Becher-Azurjungfer. Einige seltene Arten sind verschollen, so seit 1985 die Hochmoor-Mosaikjungfer, oder stark im Rückgang begriffen, wie die Speer- und Mond-Azurjungfer, da die Vegetation des Weihers einen Wandel durchgemacht hat: infolge Vertritts sowie durch Bisam und Schwimmvögel angerichtete Fraßschäden verschwanden mit Flutrasen und flutenden Torfmoosen auch die Lebensgrundlagen für einige Arten.

## Maßnahmen zur Entwicklung des Gebietes
Im Zuge des primären Zieles des Landschaftsplans wurden die Kernbereiche um den Heideweiher und die renaturierungsfähigen Hochmoorzellen durch den Anstau von Gräben und Rückbau von Drainagen wiedervernässt und durch Entkusselungsmaßnahmen von aufwachsendem Gehölz befreit. In den landwirtschaftlich genutzten Außenbereichen wird auf Düngung verzichtet, um einer Eutrophierung vorzubeugen, und es wurden Feuchtwiesen mit Blänken angelegt. Die angrenzenden Grünlandflächen werden nur noch extensiv beweidet.

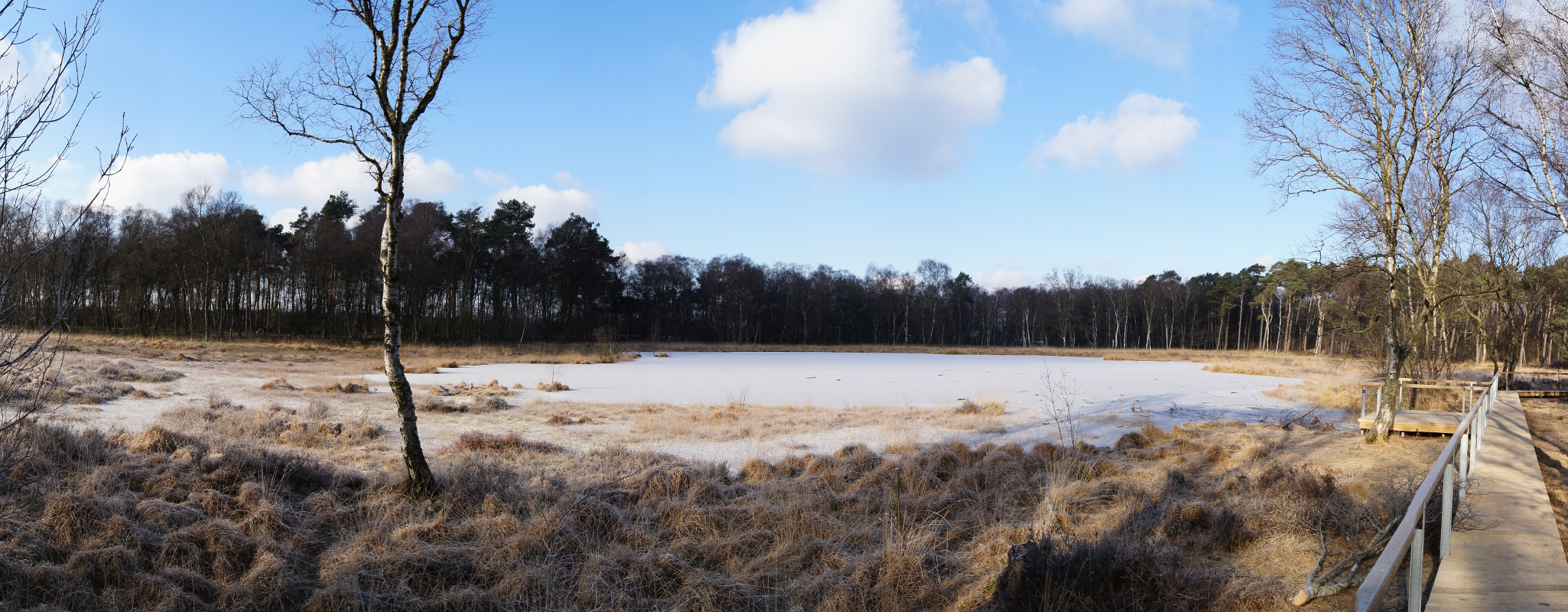
Der zugefrorene Heideweiher mit dem neuen Bohlenweg

Der am Vennetütenweg (Informationstafel) beginnende Weg wurde auf Höhe des Heideweihers im Spätherbst 2011 auf einer Länge von insgesamt 160 m als Bohlenweg gestaltet, der aufgrund seiner massiven Bauweise mit feuerverzinkten Geländerstützen nicht unumstritten ist. Ein Fußweg im Zentralbereich wurde durch Auflegen von Kronenholz gesperrt, um Ruheflächen für die Tierwelt zu schaffen. Damit kann der bisherige Rundweg nicht mehr voll begangen werden.
Insgesamt sind die Maßnahmen noch nicht abgeschlossen. Die Wiedervernässung soll weiter vorangetrieben werden. An den Laichgewässern sollen die Lebensbedingungen für die Moorfrosch- und Knoblauchkrötenpopulationen weiter verbessert werden. Lebensraumuntypische Fichtenbestände sollen geschlagen und die Anzahl der Kiefern deutlich reduziert werden.